# Сталинские премии по Постановлению СМ СССР № 3044-1304сс от 31 декабря 1953 года
Постановление СМ СССР № 3044-1304сс «О присуждении Сталинских премий научным и инженерно-техническим работникам Министерства среднего машиностроения и других ведомств за создание водородной бомбы и новых конструкций атомных бомб». 31 декабря 1953 года // Атомный проект СССР: документы и материалы. Т. 3. Кн. 2. — 2009. — С. 107—122. — секретный документ о награждении большой группы создателей советского ядерного и водородного оружия.

## Преамбула
Москва, Кремль, 31 декабря 1953 года. Совершенно секретно (Особая папка)
 Отмечая, что создание водородной бомбы и новых конструкций атомных бомб является крупным успехом Советской науки и промышленности, Совет Министров Союза ССР ПОСТАНОВЛЯЕТ:
 1. За разработку водородной бомбы с многослойным зарядом и создание основ теории этой бомбы:
— присудить Сахарову Андрею Дмитриевичу, академику, и Тамму Игорю Евгеньевичу, академику, Сталинскую премию I степени в размере 1 млн руб. — по 500 тыс. руб. каждому;
— премировать Сахарова А. Д. и Тамма И. Е. автомашинами ЗИМ. Построить за счет государства и передать в собственность Сахарову А. Д. и Тамму И. Е. дачи с обстановкой;
— установить Сахарову А. Д. и Тамму И. Е. двойные оклады жалования на все время работы по специальным заданиям.
 2. За научно-техническое руководство созданием изделий РДС-6с, РДС-4 и РДС-5 присудить:
- а) Курчатову Игорю Васильевичу, академику, Харитону Юлию Борисовичу, академику, Сталинскую премию I степени — по 100 тыс. руб. каждому;
- б) Щелкину Кириллу Ивановичу, члену-корреспонденту Академии наук СССР, и Духову Николаю Леонидовичу, члену-корреспонденту Академии наук СССР, Сталинскую премию I степени — по 100 тыс. руб. каждому.

 3. За создание теоретических основ изделий с (…) зарядом присудить Забабахину Евгению Ивановичу, доктору технических наук, Сталинскую премию I степени — в размере 200 тыс. руб.
 4. За разработку теоретических вопросов, связанных с созданием РДС-6с, РДС-4 и РДС-5 и их испытанием на полигоне № 2, присудить Зельдовичу Якову Борисовичу, члену-корреспонденту Академии наук СССР, Сталинскую премию I степени — в размере 100 тыс. руб.
 5. За предложение о применении лития-6 в изделии РДС-6с присудить Гинзбургу Виталию Лазаревичу, члену-корреспонденту Академии наук СССР, Сталинскую премию I степени — в размере 100 тыс. руб.

## За расчетно-теоретические работы по изделию РДС-6с и РДС-5
Сталинская премия I степени
- Ландау Лев Давыдович, академик.
- Семендяев Константин Адольфович, кандидат физико-математических наук.
- Тихонов Андрей Николаевич, член-корреспондент Академии наук СССР, — в размере по 100 тыс. руб. каждому.

 Сталинская премия II степени
- 1. Романов Юрий Александрович, кандидат физико-математических наук.
- 2. Боголюбов Николай Николаевич, академик.
- 3. Гаврилов Виктор Юлианович, научный сотрудник, — в размере по 50 тыс. руб. каждому.
- 4. Владимиров Василий Сергеевич, кандидат физико-математических наук.
- 5. Гандельман Григорий Михайлович, научный сотрудник.
- 6. Гельфанд Израиль Моисеевич, доктор физико-математических наук.
- 7. Гольдин Владимир Яковлевич, научный сотрудник.
- 8. Дьяков Сергей Петрович, кандидат физико-математических наук.
- 9. Жуков Анатолий Иванович, научный сотрудник.
- 10. Лифшиц Евгений Михайлович, доктор физико-математических наук.
- 11. Мейман Нахим Санелевич, доктор физико-математических наук.
- 12. Самарский Александр Андреевич, кандидат физико-математических наук.
- 13. Франк-Каменецкий Давид Альбертович, доктор физико-математических наук.
- 14. Халатников Исаак Маркович, доктор физико-математических наук, — в размере по 20 тыс. руб. каждому.

 Сталинская премия III степени
- 1. Бабаев Юрий Николаевич, научный сотрудник.
- 2. Локуциевский Олег Вячеславович, кандидат физико-математических наук.
- 3. Попов Никита Анатольевич, научный сотрудник.
- 4. Ритус Владимир Иванович, научный сотрудник.
- 5. Рождественский Борис Леонидович, кандидат физико-математических наук.
- 6. Сивухин Дмитрий Васильевич, кандидат физико-математических наук.
- 7. Феодоритов Вячеслав Петрович, научный сотрудник.
- 8. Чудов Лев Алексеевич, кандидат физико-математических наук.
- 9. Шумаев Михаил Петрович, научный сотрудник.
- 10. Яненко Николай Николаевич, кандидат физико-математических наук, — в размере по 10 тыс. руб. каждому.

## За разработку кинематики и динамики обжатия взрывом применительно к изделиям РДС-6с и РДС-5
Сталинская премия I степени
- 1. Альтшулер Лев Владимирович, кандидат физико-математических наук.
- 2. Боболев Василий Константинович, кандидат химических наук, — в размере по 100 тыс. руб. каждому.

 Сталинская премия II степени
- 1. Захаренков Александр Дмитриевич, начальник лаборатории.
- 2. Негин Евгений Аркадьевич, начальник лаборатории, — в размере по 50 тыс. руб. каждому.
- 3. Докучаев Лев Фёдорович, научный сотрудник.
- 4. Казаченко Николай Александрович, научный сотрудник.
- 5. Кормер Самуил Борисович, научный сотрудник.
- 6. Крупников Константин Константинович, научный сотрудник.
- 7. Леденёв Борис Николаевич, научный сотрудник.
- 8. Тарасов Диодор Михайлович, начальник лаборатории, — в размере по 20 тыс. руб. каждому.

 Сталинская премия III степени
- 1. Баканова Анна Андреевна, научный сотрудник.
- 2. Васильев Михаил Яковлевич, начальник лаборатории.
- 3. Жучихин Виктор Иванович, научный сотрудник.
- 4. Феоктистова Екатерина Алексеевна, зав. лабораторией.
- 5. Цырков Георгий Александрович, научный сотрудник.
- 6. Чернышёв Владимир Константинович, научный сотрудник, — в размере по 10 тыс. руб. каждому.

## За ядерно-физические исследования, связанные с разработкой и испытанием изделия РДС-6с
Сталинская премия I степени
- 1. Давиденко Виктор Александрович, начальник сектора, — в размере 100 тыс. руб.
- 2. Зысин Юрий Аронович, заведующий лабораторией, — в размере 50 тыс. руб.

 Сталинская премия II степени
- 1. Антропов Георгий Петрович, научный сотрудник.
- 2. Замятнин Юрий Сергеевич, зав. лабораторией.
- 3. Лебедев Павел Петрович, научный сотрудник.
- 4. Сциборский Борис Дмитриевич, научный сотрудник.
- 5. Франк Илья Михайлович, член-корреспондент АН СССР, — в размере по 20 тыс. руб. каждому.

 Сталинская премия III степени
- 1. Барит Израиль Яковлевич, научный сотрудник.
- 2. Балабанов Ефим Михайлович, кандидат физико-математических наук.
- 3. Безотосный Виктор Михайлович, научный сотрудник.
- 4. Бонюшкин Евгений Кузьмич, научный сотрудник.
- 5. Вацет Пётр Иванович, научный сотрудник.
- 6. Веретенников Александр Иванович, научный сотрудник.
- 7. Израилев Исаак Моисеевич, научный сотрудник.
- 8. Кацауров Лев Николаевич, научный сотрудник.
- 9. Кучер Александр Максимович, научный сотрудник.
- 10. Лбов Александр Александрович, научный сотрудник.
- 11. Морозов Василий Михайлович, научный сотрудник.
- 12. Нефёдов Владимир Васильевич, младший научный сотрудник Физического института АН СССР.
- 13. Павловский Александр Иванович, научный сотрудник.
- 14. Порецкий Лев Борисович, научный сотрудник.
- 15. Погребов Игорь Сергеевич, инженер.
- 16. Сауков Анатолий Иванович, научный сотрудник.
- 17. Сиксин Валентин Степанович, кандидат физико-математических наук.
- 18. Тутуров Юрий Филиппович, инженер.
- 19. Шлыгина Анна Георгиевна, научный сотрудник.
- 20. Штраних Игорь Владимирович, инженер, — в размере по 20 тыс. руб. каждому.

## За разработку конструкции основных узлов изделий РДС-6с, РДС-4 и РДС-5
Сталинская премия I степени
- 1. Гречишников, Владимир Фёдорович, начальник конструкторского отдела.
- 2. Кочарянц, Самвел Григорьевич, начальник сектора.
- 3. Терлецкий, Николай Александрович, зам. начальника сектора, — в размере по 100 тыс. руб. каждому.

 Сталинская премия II степени
- 1. Алексеев Иван Васильевич, начальник конструкторского отдела.
- 2. Богословский Игорь Владимирович, начальник конструкторского отдела.
- 3. Герасимов Аркадий Петрович, начальник конструкторского отдела.
- 4. Есин Павел Алексеевич, начальник конструкторского отдела.
- 5. Желтов Константин Александрович, научный сотрудник.
- 6. Королёв Александр Николаевич, инженер.
- 7. Маслов, Николай Георгиевич, инженер.
- 8. Матвеев, Николай Константинович, инженер.
- 9. Сухов Иван Петрович, начальник лаборатории.
- 10. Фишман Давид Абрамович, инженер.
- 11. Чугунов Сергей Сергеевич, зам. начальника конструкторского сектора.
- 12. Юрьев Борис Акимович, инженер, — в размере по 20 тыс. руб. каждому.

 Сталинская премия III степени
- 1. Алексеев, Владимир Григорьевич, инженер.
- 2. Болонин, Алексей Петрович, инженер.
- 3. Братухин, Иван Афанасьевич, инженер.
- 4. Бронников, Николай Васильевич, инженер.
- 5. Буянов Владимир Петрович, инженер.
- 6. Гаврилов, Евгений Васильевич, начальник лаборатории.
- 7. Горюнов, Евгений Петрович, инженер.
- 8. Ежов, Александр Васильевич, инженер.
- 9. Зуевский, Виктор Андреевич, инженер.
- 10. Иванов Александр Иванович, инженер.
- 11. Калашников, Игорь Иванович, инженер.
- 12. Колесников Николай Васильевич, инженер.
- 13. Лилье, Владимир Константинович, зам. нач. конструкторского отдела.
- 14. Матвеев, Геннадий Иванович, инженер.
- 15. Мирохин, Юрий Валентинович, инженер.
- 16. Николаев, Василий Петрович, инженер.
- 17. Павлов Александр Петрович, нач. конструкторского отдела.
- 18. Пузырёв, Михаил Иванович, инженер.
- 19. Родионов Владимир Александрович, инженер.
- 20. Романов, Олег Петрович, инженер.
- 21. Хаймович, Илья Абрамович, инженер.
- 22. Чахмахсазян, Екатерина Артемьевна, научный сотрудник.
- 23. Шатилов, Виктор Фёдорович, начальник конструкторского сектора.
- 24. Шахаев, Василий Никитич, инженер.
- 25. Янов, Александр Иванович, инженер, — в размере по 10 тыс. руб. каждому.

## За расчётные и экспериментальные работы по созданию реакторов для производства трития
Сталинская премия I степени:
- 1. Александров, Анатолий Петрович, академик.
- 2. Амбарцумян, Рубен Сергеевич, инженер.
- 3. Гончаров, Владимир Владимирович, кандидат технических наук.
- 4. Паршин, Пётр Иванович, инженер.
- 5. Фейнберг, Савелий Моисеевич, доктор физико-математических наук.
- 6. Доллежаль, Николай Антонович, член-корреспондент Академии наук СССР.
- 7. Деленс, Павел Антонович, инженер.
- 8. Кошкин, Юрий Николаевич, инженер, — в размере по 50 тыс. руб. каждому.

 Сталинская премия II степени:
- 1. Фурсов, Василий Степанович, кандидат физико-математических наук.
- 2. Глухов, Владимир Мартыновичч, инженер.
- 3. Голованов, Юрий Николаевичч, инженер.
- 4. Занков, Юрий Николаевич, научный сотрудник.
- 5. Меркин, Владимир Иосифович, инженер.
- 6. Мостовой, Владимир Иосифович, кандидат физико-математических наук.
- 7. Немировский, Павел Эммануилович, кандидат физико-математических наук.
- 8. Певзнер, Михаил Исаакович, кандидат физико-математических наук.
- 9. Задикян, Аршак Аветисович, инженер.
- 10. Скворцов, Сергей Александрович, кандидат технических наук.
- 11. Спивак, Пётр Ефимович, кандидат физико-математических наук.
- 12. Сулоев, Михаил Николаевич, инженер.
- 13. Алещенков, Пётр Иванович, инженер, — в размере по 20 тыс. руб. каждому.

 Сталинская премия III степени
- 1. Байбурин, Галей Гатиятович, инженер.
- 2. Белов Александр Романович, инженер.
- 3. Буйницкий, Борис Андреевич, инженер.
- 4. Воробьёв, Евгений Дмитриевич, научный сотрудник.
- 5. Гладков, Георгий Никанорович, инженер.
- 6. Голиков, Иван Фёдорович, инженер.
- 7. Зайцев Степан Иванович, инженер.
- 8. Богачёв, Николай Сергеевич, инженер.
- 9. Шестов Пётр Иванович, инженер.
- 10. Ковалёв Алексей Иванович, инженер.
- 11. Жежерун, Иван Феодосьевич, кандидат физико-математических наук.
- 12. Ерозолимский, Борис Григорьевич, кандидат физико-математических наук.
- 13. Исаакян, Рубен Оганесович, научный сотрудник.
- 14. Копылов, Николай Фёдорович, инженер.
- 15. Кузнецов, Александр Семёнович, инженер.
- 16. Лысков, Яков Андрианович, инженер.
- 17. Майорова, Валентина Ивановна, инженер.
- 18. Образцов, Иван Тимофеевич, инженер.
- 19. Савицкий, Евгений Михайлович, научный сотрудник.
- 20. Третьяков Александр Александрович, инженер.
- 21. Цитович, Александр Павлович, научный сотрудник.
- 22. Ермаков, Иван Семёнович, инженер.
- 23. Бабулевич, Евгений Николаевич, инженер, — в размере по 10 тыс. рублей каждому.

## За разработку и промышленное освоение методов выделения и переработки трития
Сталинская премия I степени:
- 1. Бочвар, Андрей Анатольевич, академик.
- 2. Вольский, Антон Николаевич, член-корреспондент Академии наук СССР.
- 3. Малков, Михаил Петрович, инженер.
- 4. Мишенков, Григорий Васильевич, инженер.
- 5. Музруков, Борис Глебович, инженер.
- 6. Никифоров, Александр Сергеевич, инженер, — в размере по 50 тыс. руб. каждому.

 Сталинская премия II степени:
- 1. Большаков, Кирилл Андреевич, доктор химических наук.
- 2. Брохович, Борис Васильевич, инженер.
- 3. Ершова, Зинаида Васильевна, заведующая лабораторией.
- 4. Зайдель, Александр Натанович, доктор физико-математических наук.
- 5. Зверев, Борис Сергеевич, инженер (посмертно).
- 6. Логиновский, Феоктист Елисеевич, инженер.
- 7. Муравьёв, Валентин Павлович, инженер.
- 8. Тиранов, Николай Михайлович, инженер.
- 9. Шальников, Александр Иосифович, член-корреспондент Академии наук СССР.
- 10. Зельдович, Александр Григорьевич, кандидат технических наук.
- 11. Данилов, Игорь Борисович, кандидат технических наук, — в размере по 20 тыс. руб. каждому.

 Сталинская премия III степени:
- 1. Алексеев, Ростислав Иванович, кандидат химических наук.
- 2. Алёхин, Леонид Андреевич, инженер.
- 3. Олоничев, Дмитрий Алексеевич, инженер.
- 4. Андреев, Владимир Сергеевич, инженер.
- 5. Артамонов, Владимир Владимирович, инженер.
- 6. Бирюков Сергей Иванович, инженер.
- 7. Васильев Дмитрий Иванович, лаборант.
- 8. Вяткина, Наталья Викторовна, кандидат технических наук.
- 9. Арефьев, Валентин Васильевич, механик.
- 10. Диатроптов, Данил Борисович, научный сотрудник.
- 11. Донской, Константин Васильевич, научный сотрудник.
- 12. Ерошкин, Николай Васильевич, инженер.
- 13. Ефимов, Александр Никитич, кандидат технических наук.
- 14. Зебарев, Анисим Илларионович, инженер.
- 15. Зюзяев, Александр Игнатьевич, инженер.
- 16. Мешков, Александр Григорьевич, инженер.
- 17. Минаков, Николай Николаевич, инженер.
- 18. Нахутин, Илья Евсеевич, кандидат физико-математических наук.
- 19. Николаев, Том Петрович, инженер.
- 20. Апенов, Эдуард Георгиевич, инженер.
- 21. Пешков, Василий Петрович, доктор физико-математических наук.
- 22. Петушков, Александр Васильевич, мастер-стеклодув.
- 23. Пурусов, Виктор Николаевич, инженер.
- 24. Пособило, Таисия Сергеевна, научный сотрудник.
- 25. Рашектаева, Александра Николаевна, научный сотрудник.
- 26. Ситдыков, Сабир Шакирович, инженер.
- 27. Смирнов, Глеб Михайлович, инженер.
- 28. Сомов, Виктор Трофимович, инженер.
- 29. Соколовский, Пётр Поликарпович, инженер.
- 30. Тягунов, Георгий Александрович, доктор технических наук.
- 31. Христюк, Виктор Васильевич, инженер.
- 32. Писарев, Александр Николаевич, инженер.
- 33. Фрадков, Абрам Борисович, кандидат технических наук, — в размере по 10 тыс. руб. каждому.

## За разработку и внедрение в промышленность электромагнитного метода разделения изотопов и получение этим методом лития-6
Сталинская премия I степени
- 1. Алексенко Геннадий Васильевич, инженер.
- 2. Арцимович Лев Андреевич, академик.
- 3. Кабанов Иван Григорьевич, инженер.
- 4. Ефремов Дмитрий Васильевич, кандидат технических наук.
- 5. Морозов Павел Матвеевич, доктор технических наук, — в размере по 50 тыс. руб. каждому.

 Сталинская премия II степени
- 1. Андрианов Александр Михайлович, кандидат технических наук.
- 2. Васильев Дмитрий Ефимович, директор завода.
- 3. Гашев Михаил Александрович, инженер.
- 4. Арденне Манфред, инженер.
- 5. Головин Игорь Николаевич, кандидат технических наук.
- 6. Зейтленок Григорий Абрамович, доктор технических наук.
- 7. Золотарёв Василий Селиверстович, научный сотрудник.
- 8. Ильин Александр Иванович, инженер.
- 9. Комар Евгений Григорьевич, кандидат технических наук.
- 10.Лукьянов Степан Юрьевич, доктор физико-математических наук.
- 11. Максимов Сергей Петрович, инженер.
- 12. Щепкин Герман Яковлевич, доктор физико-математических наук.
- 13. Гордеев Владимир Филиппович, инженер, — в размере по 20 тыс. руб. каждому.

Сталинская премия III степени
- 1. Агеев Иван Анфиногентович, инженер.
- 2. Агафонов Владислав Иванович, научный сотрудник.
- 3. Брежнев Борис Гаврилович, кандидат физико-математических наук.
- 4. Владимирский Николай Николаевич, инженер.
- 5. Высоцкая Юлия Стефановна, инженер.
- 6. Грижас Николай Владиславович, инженер.
- 7. Гусев Виктор Михайлович, научный сотрудник.
- 8. Дворкин Карп Акимович, кандидат технических наук.
- 9. Демирханов Рачиа Арамович, кандидат технических наук.
- 10. Егер Герард, инженер.
- 11. Иоффе Михаил Соломонович, кандидат физико-математических наук.
- 12. Кирьянов Александр Максимович, инженер.
- 13. Маков Борис Николаевич, научный сотрудник.
- 14. Новик Виталий Иванович, инженер.
- 15. Петрусевич Алексей Фёдорович, инженер.
- 16. Подтымченко Екатерина Петровна, инженер.
- 17. Фройлих Гейнц, доктор физико-математических наук.
- 18. Хайдуков Николай Ильич, инженер.
- 19. Хохлов Валентин Константинович, инженер.
- 20. Чкуасели Давид Викторович, научный сотрудник.
- 21. Чупахин Тимофей Петрович, инженер.
- 22. Козлинский Валериан Александрович, инженер, ученый секретарь.
- 23. Жуков Виктор Викторович, научный сотрудник, — в размере по 10 тыс. руб. каждому.

## За разработку и промышленное освоение электролитического метода разделения изотопов лития
Сталинская премия I степени
- 1. Константинов Борис Павлович, член-корреспондент Академии наук СССР, — в размере 100 тыс. руб.
- 2. Якименко Леонид Маркович, кандидат технических наук, — в размере 100 тыс. руб.

 Сталинская премия II степени
- 1. Антонов Виктор Никитович, инженер.
- 2. Гаев Борис Александрович, научный сотрудник.
- 3. Зверев Борис Петрович, инженер.
- 4. Новиков Донат Павлович, инженер.
- 5. Ушников Иван Акимович, инженер.
- 6. Эльский Владимир Никандрович, инженер.
- 7. Добулевич Михаил Михайлович, инженер, — в размере по 20 тыс. руб. каждому.

 Сталинская премия III степени
- 1. Бржестовский Вячеслав Иосифович, инженер.
- 2. Вотинов Александр Петрович, научный сотрудник.
- 3. Ионов Николай Ильич, доктор физико-математических наук.
- 4. Каныгин Николай Васильевич, инженер.
- 5. Лагунов Николай Юрьевич, инженер.
- 6. Рыскин Григорий Яковлевич, научный сотрудник.
- 7. Серова Любовь Романовна, инженер, — в размере по 10 тыс. руб. каждому.

## За руководство работой по изготовлений серийных и опытных изделий РДС
Сталинская премия I степени
- 1. Александров Анатолий Сергеевич, инженер.
- 2. Алфёров Владимир Иванович, инженер.
- 3. Бессарабенко Алексей Константинович, инженер.
- 4. Зернов Павел Михайлович, кандидат технических наук.
- 5. Комельков Владимир Степанович, кандидат технических наук, — в размере по 50 тыс. руб. каждому.

Сталинская премия II степени
- 1. Егоров Николай Павлович, инженер-полковник.
- 2. Комков Игорь Дмитриевич, инженер.
- 3. Новиков Иван Иванович, доктор технических наук, — в размере по 20 тыс. руб. каждому.

 Сталинская премия III степени
- 1. Адамович Дмитрий Владимирович, инженер.
- 2. Бреховских Феодосий Максимович, инженер.
- 3. Жданенко Василий Иванович, инженер.
- 4. Искра Анатолий Демьянович, инженер-подполковник.
- 5. Князев Анатолий Константинович, инженер.
- 6. Кузнецов Василий Григорьевич, доктор химических наук.
- 7. Сергеев Михаил Александрович, инженер.
- 8. Титаренко Лидия Васильевна, инженер, — в размере по 10 тыс. руб. каждому.

## За разработку технологии изготовления урановых поковок большого размера и их производство
Сталинская премия III степени
- 1. Самойлов Андрей Григорьевич, инженер.
- 2. Никитин Иван Дмитриевич, инженер.
- 3. Партин Алексей Николаевич, инженер.
- 4. Мыськов Фёдор Ильич, инженер, — в размере по 10 тыс. руб. каждому.

## За изготовление опытных изделий РДС и освоение серийного производства РДС
Сталинская премия II степени
- 1. Займовский Александр Семёнович, доктор технических наук.
- 2. Карпов Сергей Ильич, инженер.
- 3. Касютыч Владимир Владимирович, инженер.
- 4. Квасков Николай Фёдорович, инженер.
- 5. Квасов Михаил Андреевич, инженер.
- 6. Комаров Александр Михайлович, инженер.
- 7. Петров Николай Александрович, инженер.
- 8. Якубов Фуад Кудусович, инженер.
- 9. Лоскутов Борис Николаевич, инженер.
- 10. Калашников Вячеслав Вячеславович, инженер, — в размере по 20 тыс. руб. каждому.

 Сталинская премия III степени
- 1. Иванов Евгений Степанович, инженер.
- 2. Иншаков Михаил Георгиевич, инженер.
- 3. Кочерыгин Николай Григорьевич, научный сотрудник.
- 4. Назаров Алексей Иванович, инженер.
- 5. Некипелов Александр Игнатьевич, инженер.
- 6. Профа, Виктор Андреевич, инженер.
- 7. Пойдо, Михаил Степанович, инженер.
- 8. Рыжков, Николай Иванович, инженер.
- 9. Соколов, Владимир Николаевич, инженер.
- 10. Солдатенко, Александр Пименович, инженер.
- 11. Суворов, Аркадий Дмитриевич, инженер.
- 12. Федосеев, Алексей Фролович, инженер.
- 13. Шелатонь, Евгений Герасимович, инженер.
- 14. Мухин, Иван Васильевич, инженер.
- 15. Солодовников, Владимир Александрович, инженер, — в размере по 10 тыс. руб. каждому.

## За работы по технической физике, связанные с созданием изделия РДС-6с
Сталинская премия II степени
- 1. Александрович Виталий Александрович, зав. лабораторией, — в размере 50 тыс. руб.
- 2. Глотов Иван Иванович, научный сотрудник, — в размере 20 тыс. руб.

 Сталинская премия III степени
- 1. Дмитриев Михаил Васильевич, научный сотрудник.
- 2. Пужляков Юрий Кузьмич, научный сотрудник.
- 3. Соков Николай Иванович, инженер.
- 4. Тищенко Иван Алексеевич, научный сотрудник.
- 5. Токарев Георгий Лаврентьевич, научный сотрудник.
- 6. Ярытик Пётр Андреевич, инженер, — в размере по 10 тыс. руб. каждому

## За усовершенствование производства урана-235 и за получение урана-235 с концентрацией 90 %
Сталинская премия I степени
- 1. Кикоин Исаак Кушелевич, академик.
- 2. Миллионщиков Михаил Дмитриевич, член-корреспондент Академии наук СССР.
- 3. Хруничев Михаил Васильевич, инженер, заместитель министра.
- 4. Носенко Иван Исидорович, инженер.
- 5. Чурин Александр Иванович, инженер.
- 6. Якутович Михаил Васильевич, кандидат физико-математических наук.
- 7. Соболев Сергей Львович, академик.
- 8. Синев Николай Михайлович, инженер.
- 9. Аркин Элиазар-Симон Аронович, инженер.
- 10. Африкантов Игорь Иванович, инженер, — в размере по 50 тыс. руб. каждому.

 Сталинская премия II степени
- 1. Колокольцов Никита Александрович, доктор технических наук.
- 2. Квашин Фёдор Фёдорович, инженер.
- 3. Карпачёв Сергей Васильевич, доктор технических наук.
- 4. Гельфанд Илья Захарович, инженер.
- 5. Родионов Михаил Петрович, инженер, — в размере по 20 тыс. руб. каждому.

 Сталинская премия III степени
- 1. Голин Юрий Леонидович, научный сотрудник.
- 2. Керсновский Святослав Витольдович, научный сотрудник.
- 3. Новокшенов Виктор Фёдорович, инженер.
- 4. Парахнюк Иван Сафронович, инженер.
- 5. Савчук Андрей Иосифович, инженер.
- 6. Харитонов Пётр Петрович, инженер.
- 7. Чижик Семён Петрович, научный сотрудник.
- 8. Шеховцов Николай Архипович, инженер.
- 9. Денисов Диодор Николаевич, инженер.
- 10. Каржавин Всеволод Александрович, доктор химических наук, — в размере по 10 тыс. руб. каждому.

## За теоретическое и экспериментальное изучение турбулентного перемешивания
Сталинская премия II степени
- 1. Алексеев Юрий Феофанович, кандидат физико-математических наук.
- 2. Беленький Семён Захарович, доктор физико-математических наук, — в размере по 20 тыс. руб. каждому.

 Сталинская премия III степени
- 1. Дмитриевский Владимир Александрович, научный сотрудник.
- 2. Фрадкин Ефим Самойлович, научный сотрудник, — в размере по 10 тыс. руб. каждому.

## За физические исследования, связанные с испытаниями изделия РДС-6с
Сталинская премия III степени
- 1. Миронов Евгений Сергеевич, научный сотрудник.
- 2. Наумов Алексей Александрович, научный сотрудник.
- 3. Неменов Леонид Михайлович, научный сотрудник.
- 4. Панасюк Вадим Семёнович, научный сотрудник.
- 5. Панкратов Виталий Матвеевич, научный сотрудник.
- 6. Сериков Игорь Николаевич, научный сотрудник.
- 7. Фёдоров Николай Дмитриевич, научный сотрудник.
- 8. Чубаков Алексей Алексеевич, научный сотрудник.
- 9. Шлягин Константин Николаевич, научный сотрудник, — в размере по 10 тыс. руб. каждому.

## За работы по созданий аппаратуры для испытания изделий РДС-6с, РДС-4, РДС-5 и измерения на полигоне № 2
Сталинская премия I степени
- 1. Садовский Михаил Александрович, член-корреспондент Академии наук СССР, — в размере 50 тыс. руб.

 Сталинская премия II степени
- 1. Степанов Борис Михайлович, кандидат технических наук, — в размере 50 тыс. руб.
- 2. Джелепов Борис Сергеевич, доктор физико-математических наук.
- 3. Калинин Сергей Павлович, научный сотрудник.
- 4. Лейпунский Овсей Ильич, доктор физико-математических наук.
- 5. Шнирман Георгий Львович, кандидат физико-математических наук, — в размере по 20 тыс. руб. каждому.

Сталинская премия III степени
- 1. Баранов Сергей Александрович, кандидат физико-математических наук.
- 2. Гренишин Семён Григорьевич, научный сотрудник.
- 3. Дзантиев Борис Григорьевич, научный сотрудник.
- 4. Дубовик Александр Семёнович, научный сотрудник.
- 5. Маликов Виктор Петрович, инженер.
- 6. Полевой Рутений Михайлович, научный сотрудник.
- 7. Чарнецкий Константин Константинович, инженер.
- 8. Ямпольский Павел Аврум Аронович, научный сотрудник, — в размере по 10 тыс. руб. каждому.

## За радиохимические работы, связанные с испытанием изделия РДС-6с
Сталинская премия II степени
- 1. Власов Николай Александрович, кандидат физико-математических наук.
- 2. Курчатов Борис Васильевич, кандидат химических наук.
- 3. Старик Иосиф Евсеевич, член-корреспондент Академии наук СССР.
- 4. Толмачёв Георгий Маркианович, кандидат технических наук.
- 5. Ушатский Вячеслав Николаевич, кандидат химических наук, — в размере по 20 тыс. руб. каждому.

Сталинская премия III степени
- 1. Гедеонов Лев Иванович, научный сотрудник.
- 2. Горшков Георгий Васильевич, научный сотрудник.
- 3. Зив Давид Моисеевич, кандидат технических наук.
- 4. Петржак Константин Антонович, доктор физико-математических наук.
- 5. Протопопов Алексей Николаевич, кандидат физико-математических наук.
- 6. Самарцева Анна Егоровна, научный сотрудник.
- 7. Сорокина Анна Викентьевна, научный сотрудник.
- 8. Яковлев Владимир Андреевич, научный сотрудник, — в размере по 10 тыс. руб. каждому.

## За подготовку и проведение испытаний изделий РДС-6с, РДС-4 и РДС-5 на полигоне № 2
Сталинская премия II степени
- 1. Болятко Виктор Анисимович, генерал-лейтенант.
- 2. Бурназян Аветик Игнатьевич, генерал-лейтенант медицинской службы.
- 3. Енько Анатолий Валерьянович, инженер-полковник.
- 4. Малютов Борис Михайлович, инженер-полковник, — в размере по 20 тыс. руб. каждому.

 Сталинская премия III степени
- 1. Алексеев Василий Владимирович, инженер-подполковник.
- 2. Бутков Виктор Яковлевич, полковник.
- 3. Давыдов Сергей Львович, инженер-подполковник.
- 4. Дворко Михаил Пахомович, инженер-майор.
- 5. Кондратьев Юрий Васильевич, майор.
- 6. Крылов Владимир Иванович, инженер-подполковник.
- 7. Мартынов Николай Дмитриевич, подполковник.
- 8. Ремезов Игорь Владимирович, инженер-полковник.
- 9. Савашкевич Борис Сергеевич, инженер-майор, — в размере по 10 тыс. руб. каждому.

## За разработку специального самолётного оборудования для сбрасывания и летных испытаний изделий и участие в испытаниях изделий РДС-2, РДС-3, РДС-4, РДС-5 и РДС-6с
Сталинская премия II степени
- 1. Куликов Серафим Михайлович, инженер-подполковник.
- 2. Чернорез Виктор Андреевич, генерал-майор инженерно-технической службы.
- 3. Комаров Георгий Осипович, генерал-майор авиации, — в размере по 20 тыс. руб. каждому.

 Сталинская премия III степени
- 1. Белов Борис Александрович, инженер-майор.
- 2. Бурдин Рауф Омарович, инженер-майор.
- 3. Бутко Иван Климентьевич, инженер-подполковник.
- 4. Горелов Пётр Иванович, инженер-майор.
- 5. Давиденко Николай Нестерович, инженер-майор.
- 6. Стебельков Альвиан Николаевич, инженер-майор.
- 7. Федотов Фёдор Сергеевич, инженер-полковник, — в размере по 10 тыс. руб. каждому.

## За проектирование заводов и промышленных установок для производства трития и лития-6
Сталинская премия III степени
- 1. Абатуров Сергей Павлович, инженер.
- 2. Беляев Павел Яковлевич, инженер.
- 3. Бочков Иван Ильич, инженер.
- 4. Дулин Леонид Романович, инженер.
- 5. Житченко Леонид Титович, инженер.
- 6. Лысов Николай Арсентьевич, инженер.
- 7. Матвеев Анатолий Николаевич, инженер.
- 8. Петросян Сурен Оганесович, инженер.
- 9. Селезенева Алевтина Ивановна, инженер.
- 10. Хайн Павел Григорьевич, инженер, — в размере по 10 тыс. руб. каждому.

## За экспериментальные исследования элементарных взаимодействий нуклонов с нуклонами и к-мезонами, выполненные на установке «М» Гидротехнической лаборатории
Сталинская премия II степени
- 1. Мещеряков Михаил Григорьевич, член-корреспондент Академии наук СССР.
- 2. Джелепов Венидикт Петрович, кандидат физико-математических наук.
- 3. Понтекорво Бруно Максимович, профессор, — в размере по 50 тыс. руб. каждому.

Сталинская премия III степени
- 1. Казаринов Юрий Михайлович, научный сотрудник.
- 2. Селиванов Георгий Иванович, научный сотрудник.
- 3. Сороко Лев Маркович, научный сотрудник.
- 4. Головин Борис Михайлович, научный сотрудник.
- 5. Неганов Борис Степанович, научный сотрудник — в размере по 10 тыс. руб. каждому.

## За исследования взаимодействия ядер тяжелых элементов с гамма-лучами, выполненные на синхротроне Физического института АН СССР
Сталинская премия III степени
- 1.Беловицкий Гораций Еремеевич, научный сотрудник.
- 2.Чувило Иван Васильевич, кандидат физико-математических наук, — в размере по 10 тыс. руб. каждому.

## За разработку фотоэлектронных умножителей и сцинтилляционных кристаллов
Сталинская премия II степени
- 1. Беляев Леонид Михайлович, кандидат физико-математических наук.
- 2. Войтовецкий Виктор Константинович, научный сотрудник.
- 3. Хлебников Николай Сергеевич, кандидат технических наук, — в размере по 20 тыс. руб. каждому.

Сталинская премия III степени
- 1. Коновалов Фёдор Степанович, инженер.
- 2. Лейтейзен Лидия Гавриловна, инженер.
- 3. Нилендер Роман Алексеевич, инженер, — в размере по 10 тыс. руб. каждому.

## За создание документальных кинофильмов по испытаниям изделий РДС-6с, РДС-4 и РДС-5
Сталинская премия III степени
- 1. Челаков Анатолий Прокофьевич, режиссёр.
- 2. Петров Павел Павлович, оператор.
- 3. Лебединский Олег Сергеевич, оператор.
- 4. Архангельский Михаил Фёдорович, оператор.
- 5. Пахомов Василий Никитич, оператор, — в размере по 10 тыс. руб. каждому.